# رويببورن
رويببورن هي بلدة، في أستراليا، تقع في أستراليا الغربية، بلغ عدد سكانها 981  نسمة وذلك حسب إحصائيات سنة 2016، رمزها البريدي هو 6718.

## المناخ
يظهر الجدول التالي التغييرات المناخية على مدار السنة لرويببورن:
| البيانات المناخية لـرويببورن      | البيانات المناخية لـرويببورن | البيانات المناخية لـرويببورن | البيانات المناخية لـرويببورن | البيانات المناخية لـرويببورن | البيانات المناخية لـرويببورن | البيانات المناخية لـرويببورن | البيانات المناخية لـرويببورن | البيانات المناخية لـرويببورن | البيانات المناخية لـرويببورن | البيانات المناخية لـرويببورن | البيانات المناخية لـرويببورن | البيانات المناخية لـرويببورن | البيانات المناخية لـرويببورن |
| الشهر                             | يناير                        | فبراير                       | مارس                         | أبريل                        | مايو                         | يونيو                        | يوليو                        | أغسطس                        | سبتمبر                       | أكتوبر                       | نوفمبر                       | ديسمبر                       | المعدل السنوي                |
| --------------------------------- | ---------------------------- | ---------------------------- | ---------------------------- | ---------------------------- | ---------------------------- | ---------------------------- | ---------------------------- | ---------------------------- | ---------------------------- | ---------------------------- | ---------------------------- | ---------------------------- | ---------------------------- |
| الدرجة القصوى °م (°ف)             | 49.0 (120.2)                 | 49.1 (120.4)                 | 48.1 (118.6)                 | 43.4 (110.1)                 | 39.6 (103.3)                 | 35.7 (96.3)                  | 34.8 (94.6)                  | 37.9 (100.2)                 | 42.1 (107.8)                 | 45.9 (114.6)                 | 47.4 (117.3)                 | 49.4 (120.9)                 | 49.4 (120.9)                 |
| متوسط درجة الحرارة الكبرى °م (°ف) | 38.7 (101.7)                 | 38.0 (100.4)                 | 37.6 (99.7)                  | 35.3 (95.5)                  | 30.4 (86.7)                  | 27.0 (80.6)                  | 26.8 (80.2)                  | 29.0 (84.2)                  | 32.6 (90.7)                  | 35.6 (96.1)                  | 38.0 (100.4)                 | 39.0 (102.2)                 | 34.0 (93.2)                  |
| متوسط درجة الحرارة الصغرى °م (°ف) | 26.2 (79.2)                  | 26.2 (79.2)                  | 25.3 (77.5)                  | 22.2 (72.0)                  | 18.3 (64.9)                  | 15.3 (59.5)                  | 13.6 (56.5)                  | 14.5 (58.1)                  | 16.8 (62.2)                  | 19.6 (67.3)                  | 22.6 (72.7)                  | 24.9 (76.8)                  | 20.5 (68.9)                  |
| أدنى درجة حرارة °م (°ف)           | 18.6 (65.5)                  | 18.3 (64.9)                  | 16.8 (62.2)                  | 13.1 (55.6)                  | 9.4 (48.9)                   | 7.6 (45.7)                   | 4.4 (39.9)                   | 6.4 (43.5)                   | 7.8 (46.0)                   | 11.1 (52.0)                  | 14.1 (57.4)                  | 16.9 (62.4)                  | 4.4 (39.9)                   |
| الهطول مم (إنش)                   | 59.9 (2.36)                  | 68.1 (2.68)                  | 64.4 (2.54)                  | 28.7 (1.13)                  | 27.8 (1.09)                  | 28.8 (1.13)                  | 13.8 (0.54)                  | 5.0 (0.20)                   | 1.4 (0.06)                   | 0.7 (0.03)                   | 1.5 (0.06)                   | 11.0 (0.43)                  | 311.3 (12.26)                |
| متوسط أيام هطول الأمطار           | 3.5                          | 4.9                          | 3.5                          | 1.5                          | 2.5                          | 2.6                          | 1.6                          | 0.9                          | 0.3                          | 0.3                          | 0.3                          | 1.2                          | 23.1                         |
| المصدر: The Bureau of Meteorology |                              |                              |                              |                              |                              |                              |                              |                              |                              |                              |                              |                              |                              |

## معرض صور

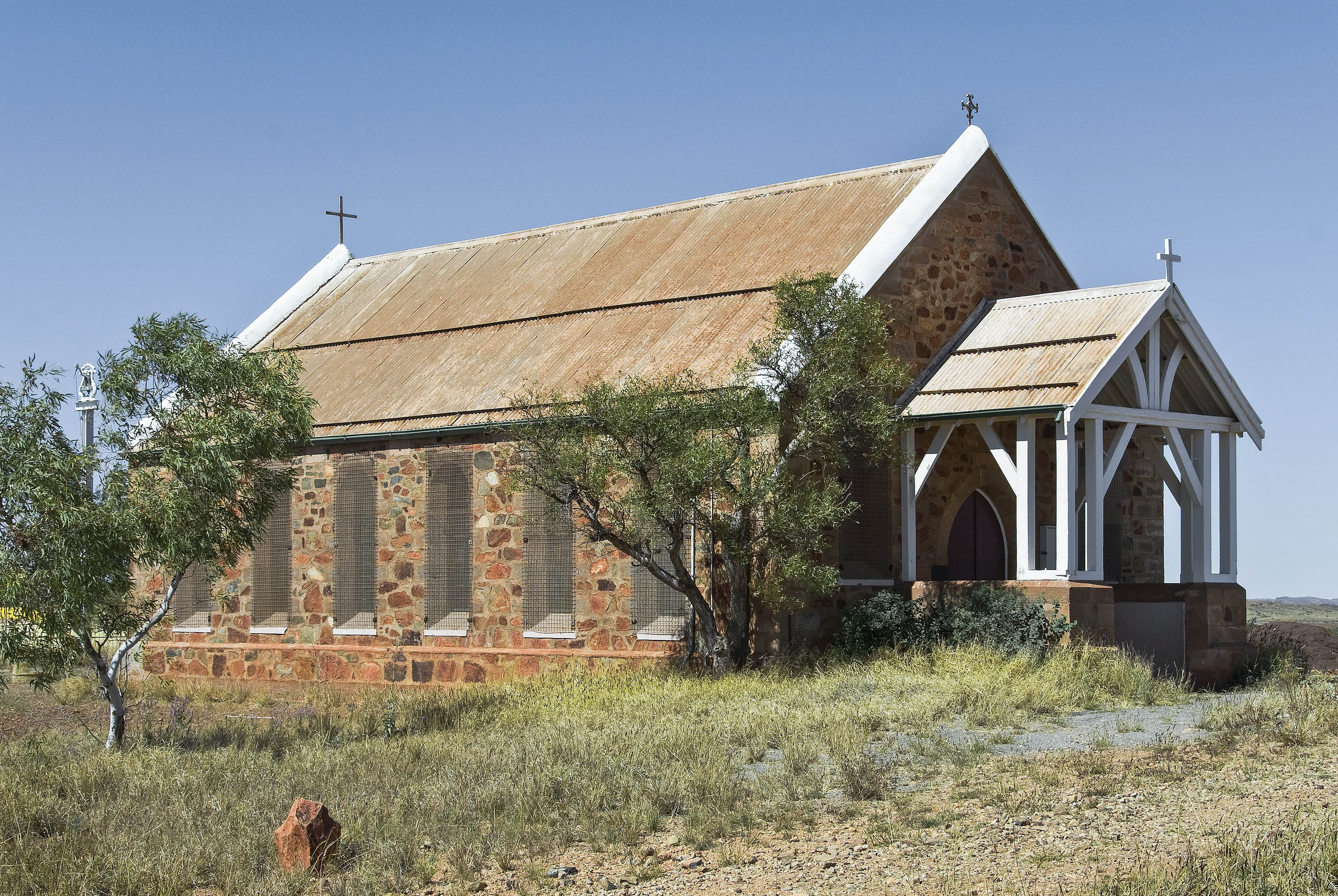
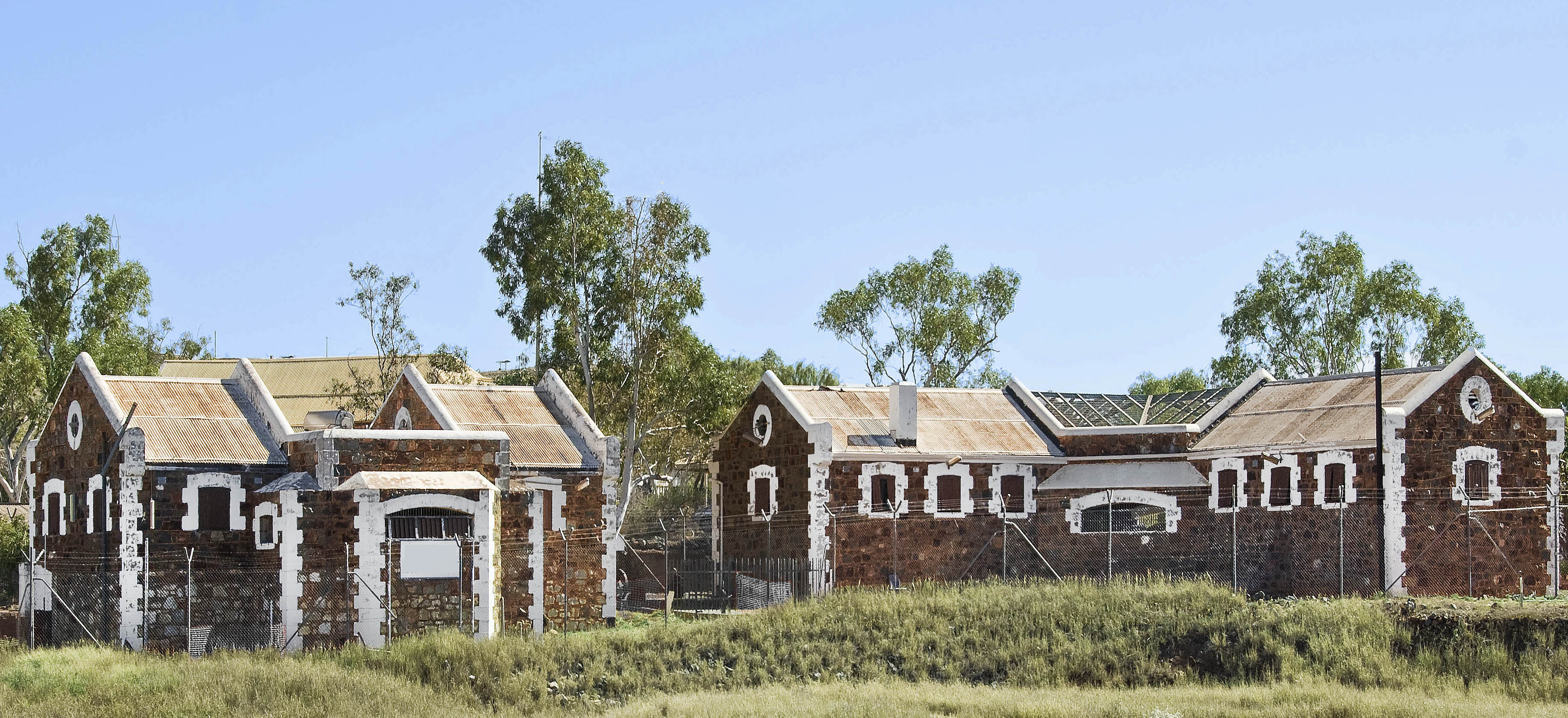
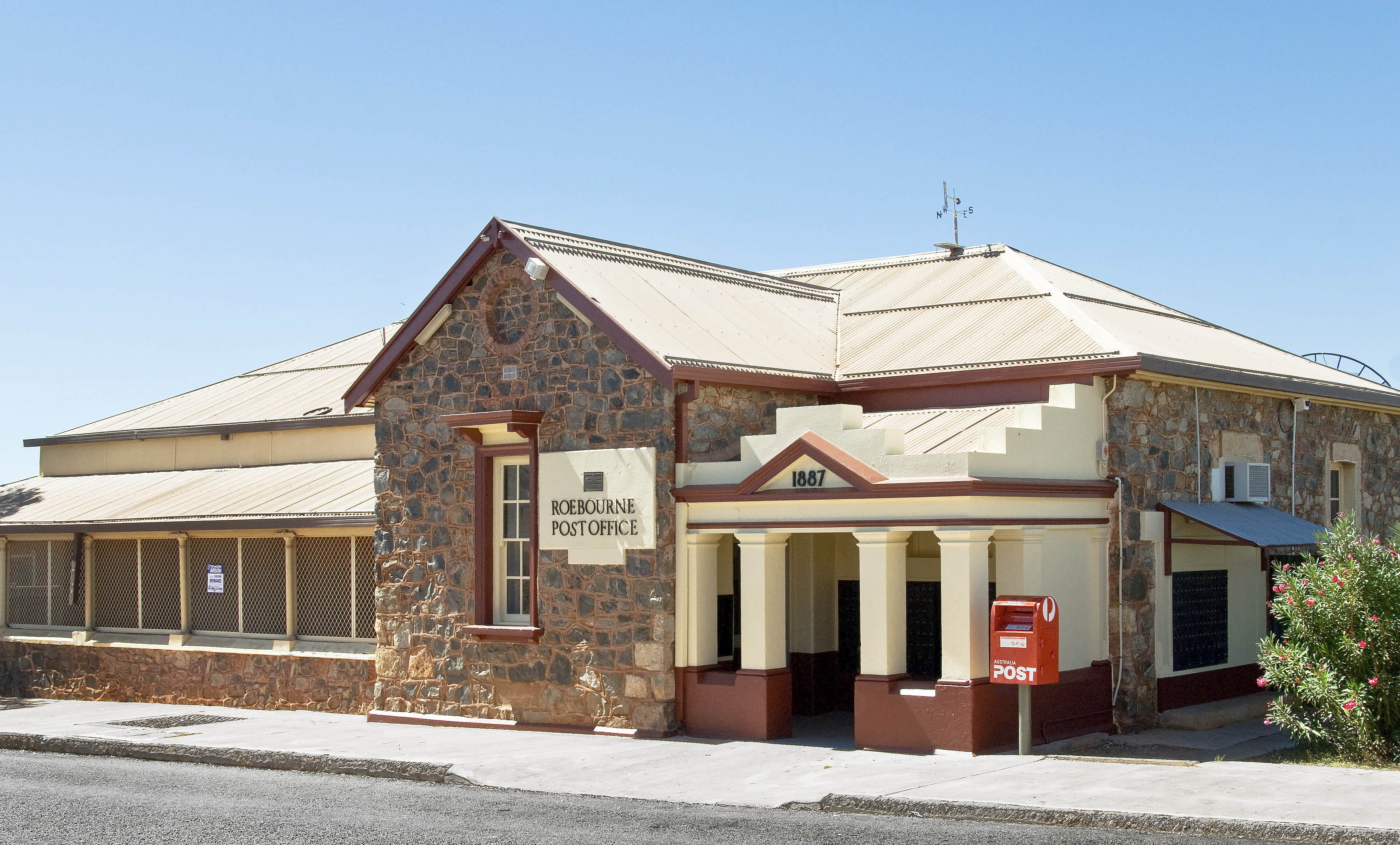
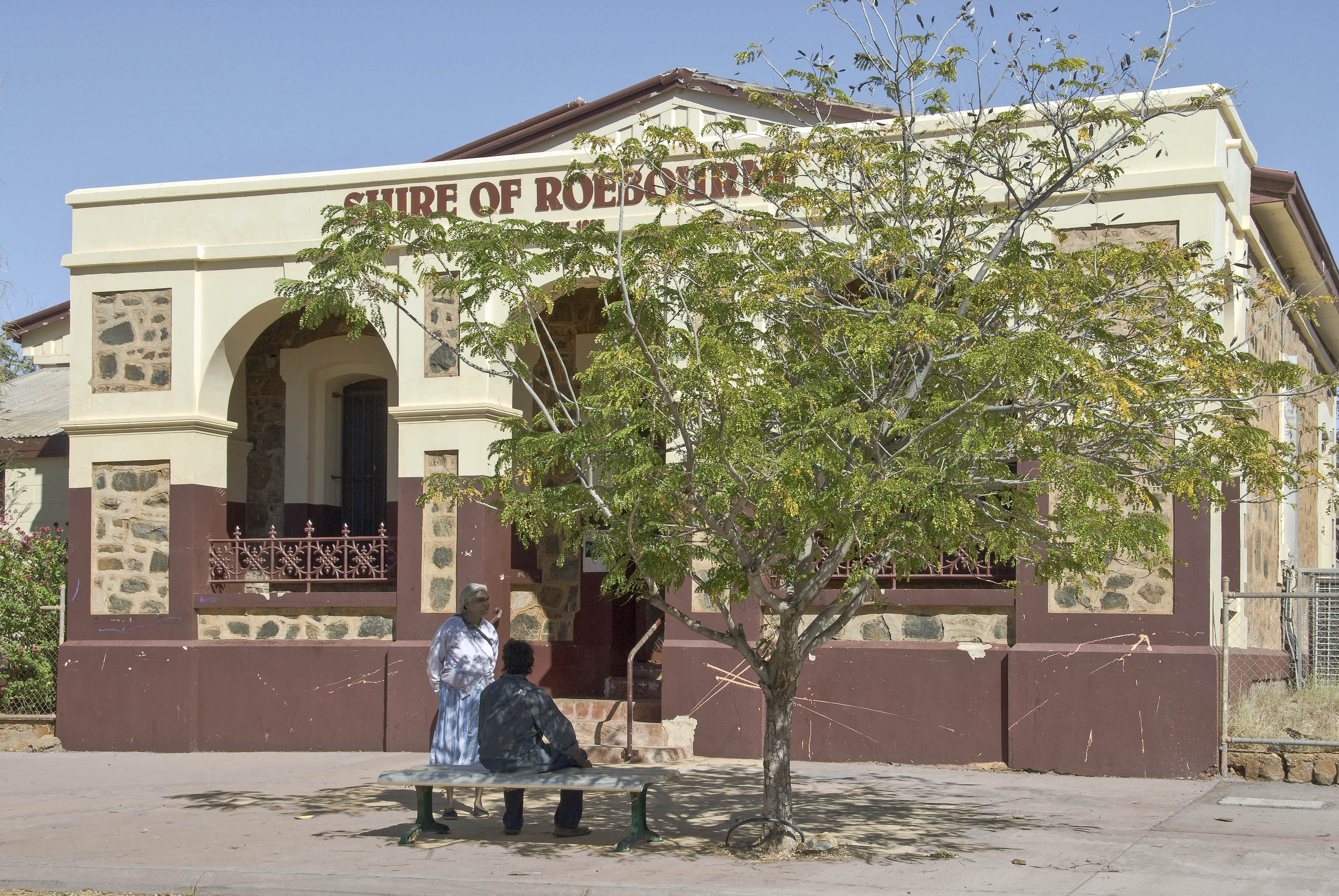